# فلاديميرميجولين
فلاديميرميجولين (بالروسية: Мигулин, Владимир Васильевич)‏ (و. 1911 – 2002 م) هو فيزيائي، من الإمبراطورية الروسية، ولد في فورمانوف، وكان عضوًا في الأكاديمية الروسية للعلوم، توفي في موسكو، عن عمر يناهز 91 عاماً.

## التعليم
تعلم في جامعة سانت بطرسبرغ الحكومية للفنون التطبيقية ‏.

## جوائز
حصل على جوائز منها:
- جائزة الاتحاد السوفيتي الحكومية
- نيشان الاستحقاق الوطني في روسيا من الدرجة الرابعة
- وسام الراية الحمراء من حزب العمال
- وسام الاحتفال بالذكرى السنوية ال850 لموسكو  [لغات أخرى]‏
- وسام شارة الشرف
- وسام النجمة الحمراء
- وسام ثورة أكتوبر
- وسام لينين
- وسام العمل الشجاع في الحرب الوطنية العظمى 1941-1945.